# Santa Isabel (paroisse civile)
Pour les articles homonymes, voir Santa Isabel.
Santa Isabel est l'une des quatre paroisses civiles de la municipalité d'Andrés Bello dans l'État de Trujillo au Venezuela. Sa capitale est Santa Isabel, chef-lieu de la municipalité.

## Géographie

### Démographie
Hormis sa capitale Santa Isabel, la paroisse civile possède plusieurs localités :
- El Golfo
- La Sabana
- Las Cuatro Bocas
- San Antonio
- Santa Isabel